# 肥前高串テレビ中継局
肥前高串テレビ中継局（ひぜんたかぐしテレビちゅうけいきょく）は、佐賀県唐津市の旧東松浦郡肥前町域に置かれているテレビ中継局である。

## 概要
- 当テレビ中継局は、市北西部の旧肥前町域に置かれ、該当地域へ電波を発射している。
- なお、唐津市の旧市域をカバーする唐津中継局（基幹中継局）については鏡山を、旧呼子町域をカバーする中継局については呼子テレビ中継局をそれぞれ参照のこと。

## 送信施設概要

### 地上デジタルテレビ放送
| リモコンキーID | 放送局名          | 物理チャンネル | 空中線電力 | ERP  | 放送対象地域 | 放送区域内世帯数 | 放送開始日    |
| 1              | NHK佐賀総合テレビ | 17ch           | 10mW       | 69mW | 佐賀県       | 477世帯          | 2009年11月9日 |
| 2              | NHK佐賀教育テレビ | 25ch           | 10mW       | 68mW | 全国         | 477世帯          | 2009年11月9日 |
| 3              | stsサガテレビ     | 21ch           | 10mW       | 69mW | 佐賀県       | 477世帯          | 2009年11月9日 |

- 2009年10月13日から試験放送開始、11月4日に本免許交付。

### 地上アナログテレビ放送
| 放送局名          | チャンネル | 空中線電力          | ERP                  | 放送対象地域 | 放送区域内世帯数 | 開局日        | 閉局日        |
| stsサガテレビ     | 41ch       | 映像100mW /音声25mW | 映像480mW /音声120mW | 佐賀県       | 廃局の為、不明。 | 1977年5月26日 | 2011年7月24日 |
| NHK佐賀総合テレビ | 62ch       | 映像100mW /音声25mW | 映像480mW /音声120mW | 佐賀県       | 廃局の為、不明。 | 1977年5月26日 | 2011年7月24日 |
| NHK佐賀教育テレビ | 57ch       | 映像100mW /音声25mW | 映像480mW /音声120mW | 全国         | 廃局の為、不明。 | 1977年5月26日 | 2011年7月24日 |

## 置局住所
- 唐津市肥前町大字田野字水ノ根甲2985番地 (大甲二峰北側中腹）